# سوخت متانول
سوخت متانول یک سوخت زیستی جایگزین برای احتراق داخلی و موتورهای دیگر است، چه در ترکیب با بنزین یا به‌طور مستقل. متانول (کربن) نسبت به سوخت اتانول هزینه کمتری برای تولید پایدار دارد، اگرچه اثرات سمی بیشتری نسبت به اتانول دارد و چگالی انرژی کم‌تری نسبت به بنزین دارد. متانول نسبت به بنزین برای محیط زیست بی‌خطرتر است، ضدیخ است، موتور را تمیز نگه می‌دارد، در مواقع آتش‌سوزی نقطه اشتعال بالاتری دارد و از نظر اسب بخار به‌دست آمده معادل بنزین با اکتان فوق‌العاده بالاست. این می‌تواند به‌راحتی در اکثر موتورهای مدرن با یک تغییر تنظیمات نرم‌افزاری ساده و گاهی اوقات تغییر در مهر و موم یا خط سوخت ارزان قیمت استفاده شود. برای جلوگیری از قفل شدن بخار در هر شرایط ممکن به دلیل سوخت ساده و خالص بودن، می‌توان درصد کمی از سوخت دیگر یا مواد افزودنی خاص را در نظر گرفت. متانول (گروه متیل مرتبط با گروه هیدروکسیل) ممکن است به‌ترتیب از هیدروکربن یا منابع تجدیدپذیر، به‌ویژه گاز طبیعی و زیست توده ساخته شود. همچنین می‌تواند از CO2 (دی ۲ کربن) و هیدروژن سنتز شود. سوخت متانول در حال حاضر توسط اتومبیل‌های مسابقه‌ای در بسیاری از کشورها استفاده می‌شود اما در غیر این صورت استفاده گسترده‌ای از آن دیده نشده‌است.

## تاریخچه و تولید
از لحاظ تاریخی، متانول برای اولین بار با تقطیر تخریبی (تجزیه در اثر حرارت) چوب تولید شد که در نتیجه نام رایج انگلیسی آن الکل چوب نامیده شد.
در حال حاضر متانول معمولاً با استفاده از متان (ماده اصلی گاز طبیعی) به عنوان ماده خام تولید می‌شود. در چین، متانول برای سوخت از زغال سنگ ساخته می‌شود.
«بیومتانول» ممکن است با تبدیل به گاز مواد آلی برای سنتز گاز و سپس سنتز متانول معمولی تولید شود. این مسیر می‌تواند تولید متانول تجدیدپذیر از زیست توده را با راندمان تا ۷۵ درصد ارائه دهد. تولید گسترده از این مسیر دارای پتانسیل پیشنهادی برای ارائه سوخت متانول با هزینه کم و با مزایای محیط زیست است (به منابع Hagen, SABD و Olah در زیر مراجعه کنید). با این حال، این روش‌های تولید برای تولید در مقیاس کوچک مناسب نیستند.
اخیرا سوخت متانول با استفاده از انرژی‌های تجدیدپذیر و دی‌اکسید کربن به عنوان خوراک تولید شده‌است. Carbon Recycling International، یک شرکت ایسلندی-آمریکایی، اولین کارخانه متانول تجدیدپذیر در مقیاس تجاری را در سال ۲۰۱۱ تکمیل.

## مصرف عمده سوخت
در خلال بحران نفتی اوپک در سال ۱۹۷۳، رید و لرنر (۱۹۷۳) متانول زغال سنگ را به‌عنوان یک سوخت اثبات شده با فناوری ساخت و ساز تثبیت شده و منابع کافی برای جایگزینی بنزین پیشنهاد کردند. هاگن (۱۹۷۶) چشم‌انداز سنتز متانول از منابع فسیلی و تجدیدپذیر، استفاده از آن به‌عنوان سوخت، اقتصاد و خطرات را بررسی کرد. سپس در سال ۱۹۸۶، شرکت فناوری سوخت موتور سوئد (SBAD) به‌طور گسترده استفاده از الکل‌ها و ترکیبات الکلی را به‌عنوان سوخت موتور بررسی کرد. پتانسیل تولید متانول از گاز طبیعی، نفت‌های بسیار سنگین، شیل‌های قیری، زغال سنگ، ذغال سنگ نارس و زیست توده را بررسی کرد. در سال ۲۰۰۵، جورج A. Olah، برنده جایزه نوبل ۲۰۰۶، GK Surya Prakash و Alain Goeppert از یک اقتصاد متانول کامل مبتنی بر ذخیره انرژی در متانول مصنوعی حمایت کردند. مؤسسه متانول، سازمان صنعت تجارت متانول، گزارش‌ها و ارائه‌هایی را در مورد متانول ارسال می‌کند. کارگردان گرگوری دولان صنعت سوخت متانول جهانی را در سال ۲۰۰۸ در چین ارائه کرد.
در ۲۶ ژانویه ۲۰۱۱، اداره کل رقابت اتحادیه اروپا اعطای ۵۰۰ میلیون کرون سوئدی (تقریباً ۵۶ میلیون یورو در ژانویه ۲۰۱۱) از سوی آژانس انرژی سوئد را برای ساخت ۳ میلیارد کرون سوئدی (تقریباً یورو) تصویب کرد. 335M) کارخانه تولید سوخت زیستی آزمایشی در مقیاس صنعتی برای تولید بیومتانول و BioDME در مجتمع زیست پالایشگاهی Domsjö Fabriker در Örnsköldsvik، سوئد، با استفاده از فناوری گازسازی مشروب سیاه Chemrec.

## استفاده

### سوخت موتور احتراق داخلی
متانول و اتانول هر دو در دماهای پایین‌تری نسبت به بنزین می‌سوزند و هر دو فرار کم‌تری دارند و باعث می‌شود موتور در هوای سرد روشن شود. استفاده از متانول به عنوان سوخت در موتورهای جرقه‌ای می‌تواند بازده حرارتی و توان خروجی را افزایش دهد (در مقایسه با بنزین) به دلیل رتبه اکتان بالا (114) و حرارت بالای تبخیر آن. با این حال، محتوای انرژی پایین آن 19.7 MJ/kg و نسبت هوا به سوخت استوکیومتری ۶٫۴۲:۱ به این معنی است که مصرف سوخت (بر اساس حجم یا جرم) بیشتر از سوخت‌های هیدروکربنی خواهد بود. آب اضافی تولید شده همچنین شارژ را نسبتاً خیس می‌کند. (مشابه موتورهای احتراق هیدروژن/اکسیژن) و با تشکیل محصولات اسیدی در حین احتراق، فرسودگی سوپاپ‌ها، صندلی سوپاپ‌ها و سیلندرها ممکن است بیش‌تر از سوختن هیدروکربن باشد. برای خنثی کردن این اسیدها ممکن است مواد افزودنی خاصی به سوخت اضافه شود.
متانول نیز مانند اتانول حاوی آلاینده‌های محلول و نامحلول است. این آلاینده‌های محلول، یون‌های هالید مانند یون‌های کلرید، تأثیر زیادی بر خورندگی سوخت‌های الکلی دارند. یون‌های هالید خوردگی را از دو طریق افزایش می‌دهند. آنها به‌طور شیمیایی به لایه‌های اکسید غیرفعال بر روی چندین فلز حمله می‌کنند و باعث خوردگی حفره‌ای می‌شوند و رسانایی سوخت را افزایش می‌دهند. افزایش هدایت الکتریکی باعث افزایش خوردگی الکتریکی، گالوانیکی و معمولی در سیستم سوخت می‌شود. آلاینده‌های محلول مانند هیدروکسید آلومینیوم که خود محصول خوردگی توسط یون‌های هالید هستند، سیستم سوخت را به‌مرور زمان مسدود می‌کنند.
متانول رطوبت سنجی است، به این معنی که بخار آب را مستقیماً از جو جذب می‌کند. از آنجایی که آب جذب شده ارزش سوخت متانول را رقیق می‌کند. (اگرچه ضربه موتور را سرکوب می‌کند)، و ممکن است باعث جدا شدن فاز مخلوط متانول و بنزین شود، ظروف سوخت متانول باید محکم بسته شوند.
در مقایسه با بنزین، متانول نسبت به گردش مجدد گازهای خروجی (EGR) تحمل بیشتری دارد، که باعث بهبود راندمان سوخت موتورهای احتراق داخلی با استفاده از چرخه اتو و احتراق جرقه می‌شود.
متانول اسیدی، هرچند ضعیف، به پوشش اکسیدی حمله می‌کند که معمولاً آلومینیوم را از خوردگی محافظت می‌کند:
6 CH 3 OH + Al 2 O 3 → 2 Al(OCH 3) 3 + 3 H 2 O
نمک‌های متوکسید حاصل در متانول محلول هستند و در نتیجه یک سطح آلومینیومی تمیز ایجاد می‌شود که به راحتی توسط اکسیژن محلول اکسید می‌شود. همچنین، متانول می‌تواند به عنوان یک اکسید کننده عمل کند:
6 CH 3 OH + 2 Al → 2 Al(OCH 3) 3 + 3 H 2
این فرایند متقابل به‌طور مؤثر خوردگی را تا زمانی که فلز خورده شود یا غلظت CH 3 OH ناچیز باشد، تحریک می‌کند. خورندگی متانول با مواد سازگار با متانول و افزودنی‌های سوختی که به عنوان بازدارنده‌های خوردگی عمل می‌کنند، برطرف شده‌است.
متانول آلی، تولید شده از چوب یا سایر مواد آلی (الکل زیستی)، به‌عنوان یک جایگزین تجدیدپذیر برای هیدروکربن‌های مبتنی بر نفت پیشنهاد شده‌است. سطوح پایین متانول را می‌توان در وسایل نقلیه موجود با افزودن حلال‌ها و بازدارنده‌های خوردگی استفاده کرد.

### مسابقه
طبق قانون باید از متانول خالص در Champcars , Monster Trucks، اتومبیل‌های سرعتی USAC (و همچنین Midgets، اصلاح شده و غیره) و سایر سری‌های پیست خاکی مانند World of Outlaws و Motorcycle Speedway استفاده شود، عمدتاً به این دلیل که در در صورت وقوع حادثه، متانول ابری از دود مات تولید نمی‌کند. از اواخر دهه ۱۹۴۰، متانول همچنین به‌عنوان مادۀ اولیه سوخت در نیروگاه‌ها برای کنترل رادیویی، خط کنترل و هواپیماهای مدل پرواز آزاد (به زیر مراجعه کنید)، اتومبیل‌ها و کامیون‌ها استفاده می‌شود. چنین موتورهایی از یک شمع درخشان رشته پلاتین استفاده می‌کنند که بخار متانول را از طریق یک واکنش کاتالیزوری مشتعل می‌کند. ماشین‌های درگ، ماشین‌های مسابقه گل و ماشین‌کش‌های تراکتور که به شدت اصلاح شده‌اند نیز از متانول به عنوان منبع سوخت اولیه استفاده می‌کنند. متانول با موتور سوپرشارژر در بالابر الکل دراگستر مورد نیاز است و تا پایان فصل ۲۰۰۶، تمام وسایل نقلیه در ایندیاناپولیس ۵۰۰ باید با متانول کار می‌کردند. متانول مخلوط با بنزین و اکسید نیتروژن به‌عنوان سوختی برای گل‌سواری‌ها، قدرت بیشتری نسبت به بنزین و اکسید نیتروژن به تنهایی تولید می‌کند.
با شروع در سال ۱۹۶۵، متانول خالص به‌طور گسترده در مسابقات اتومبیلرانی USAC Indy مورد استفاده قرار گرفت، که در آن زمان شامل ایندیاناپولیس ۵۰۰ بود.
ایمنی تأثیر غالب برای پذیرش سوخت متانول در دسته‌های مسابقات چرخ باز ایالات متحده بود. برخلاف آتش‌سوزی نفت، آتش متانول را می‌توان با آب ساده خاموش کرد. آتش متانول بر خلاف بنزین که با شعله قابل مشاهده می‌سوزد به‌طور نامرئی می‌سوزد. اگر آتش‌سوزی در مسیر رخ دهد، هیچ شعله یا دودی وجود ندارد که مانع دید رانندگانی شود که به سرعت نزدیک می‌شوند، اما این امر همچنین می‌تواند تشخیص بصری آتش و شروع اطفاء حریق را به تأخیر بیندازد. یک تصادف هفت اتومبیل در دور دوم ایندیاناپولیس ۵۰۰ در سال ۱۹۶۴ منجر به تصمیم USAC برای تشویق و بعداً الزام استفاده از متانول شد. ادی ساکس و دیو مک دونالد در این تصادف با انفجار خودروهای بنزینی آنها جان خود را از دست دادند. آتش‌سوزی ناشی از بنزین ابر خطرناکی از دود سیاه غلیظ ایجاد کرد که دید خودروهای مقابل را به‌طور کامل مسدود کرد. جانی رادرفورد، یکی از دیگر رانندگان درگیر، یک خودروی متانول را رانندگی کرد که پس از تصادف نیز نشت پیدا کرد. در حالی که این ماشین در اثر برخورد اولین گلوله آتش سوخت، جهنمی بسیار کوچکتر از ماشین‌های بنزینی و جهنمی ایجاد کرد که به‌طور نامرئی می‌سوخت. این شهادت و فشار جورج مور، نویسنده ستاره ایندیاناپولیس، منجر به تغییر سوخت الکلی در سال ۱۹۶۵ شد.
متانول توسط مدار CART در کل کمپین خود (۱۹۷۹–۲۰۰۷) استفاده شد. همچنین توسط بسیاری از سازمان‌های مسیرهای کوتاه، به‌ویژه ماشین‌های کوچک، ماشین‌های سرعت و دوچرخه‌های سرعت استفاده می‌شود. متانول خالص از سال ۱۹۹۶ تا ۲۰۰۶ توسط IRL مورد استفاده قرار گرفت.
در سال ۲۰۰۶، با مشارکت صنعت اتانول، IRL از مخلوطی از ۱۰٪ اتانول و ۹۰٪ متانول به‌عنوان سوخت خود استفاده کرد. از سال ۲۰۰۷، IRL به اتانول خالص، E100 روی آورد.
سوخت متانول نیز به‌طور گسترده در مسابقات درگ استفاده می‌شود، عمدتاً در رده الکل برتر، در حالی که بین ۱۰ تا ۲۰ درصد متانول ممکن است در کلاس‌های سوخت برتر علاوه بر نیترومتان استفاده شود.
مسابقات فرمول یک همچنان از بنزین به ‌عنوان سوخت خود استفاده می‌کند، اما در مسابقات جایزه بزرگ قبل از جنگ اغلب از متانول در سوخت استفاده می‌شد.

### سوخت برای موتورهای مدل
اولین موتورهای مدل برای هواپیماهای مدل پرواز آزاد که قبل از پایان جنگ جهانی دوم پرواز می‌کردند، از ترکیب ۳:۱ گاز سفید و روغن موتور با ویسکوزیته سنگین برای موتورهای دو زمانه جرقه‌زنی استفاده می‌کردند که برای سرگرمی در آن زمان استفاده می‌شد. در سال ۱۹۴۸، نوآوری جدید موتورهای مدل شمع در آن زمان شروع به تسخیر بازار کرد و نیاز به استفاده از سوخت متانول برای واکنش کاتالیزوری با رشته پلاتین پیچ خورده در یک شمع برای کارکرد موتور داشت. با استفاده از یک روان‌کننده مبتنی بر روغن کرچک موجود در مخلوط سوخت با نسبت ۴:۱. انواع موتورهای مدل با اشتعال درخشان، زیرا دیگر به باتری، سیم پیچ احتراق، نقاط احتراق و خازن مورد نیاز موتور مدل جرقه زنی نیاز نداشت، باعث صرفه‌جویی در وزن ارزشمند شد و به هواپیمای مدل اجازه داد تا عملکرد پروازی بهتری داشته باشد. موتورهای درخشنده تک سیلندر با سوخت متانول که در حال حاضر تولید می‌شوند، در شکل‌های سنتی محبوب دو زمانه و چهار زمانه محبوب خود، انتخاب معمولی برای هواپیماهای رادیویی کنترل‌شده برای استفاده تفریحی هستند، برای اندازه‌های موتور که می‌تواند از ۰٫۸ متغیر باشد. سانتی‌متر 3 (0.049 مکعب اینچ) به اندازه ۲۵ تا ۳۲ جابه‌جایی سانتی‌متر 3(1.5-2.0 cu.in) و جابه‌جایی‌های قابل توجهی بزرگ‌تر برای موتورهای هواپیما مدل سیلندر دوقلو و چند سیلندر با پیکربندی شعاعی، که بسیاری از آنها دارای پیکربندی چهار زمانه هستند. اکثر موتورهای مدل با سوخت متانول، به‌ویژه موتورهای ساخته شده در خارج از آمریکای شمالی، می‌توانند به راحتی با سوخت متانول با مشخصات FAI کار کنند. چنین مخلوط‌های سوختی می‌تواند توسط FAI برای رویدادهای خاصی در مسابقات بین‌المللی به اصطلاح FAI "Class F" مورد نیاز باشد، که استفاده از نیترومتان را به‌عنوان یک جزء سوخت موتور درخشان ممنوع می‌کند. در مقابل، شرکت‌هایی در آمریکای شمالی که موتورهای مدل با سوخت متانول می‌سازند، یا خارج از آن قاره مستقر هستند و بازار عمده‌ای در آمریکای شمالی برای چنین نیروگاه‌های کوچکی دارند، تمایل دارند موتورهایی تولید کنند که می‌توانند و اغلب با درصد معینی بهترین عملکرد را داشته باشند. نیترومتان در سوخت، که در صورت استفاده می‌تواند ۵ تا ۱۰ درصد حجم و ۲۵ تا ۳۰ درصد حجم کل سوخت باشد.

### آشپزی
متانول به ‌عنوان سوخت پخت و پز در چین استفاده می‌شود و استفاده از آن در هند رو به افزایش است. اجاق گاز و قوطی آن نیازی به تنظیم کننده یا لوله ندارد.

### سلول‌های سوختی
متانول به‌عنوان سوخت در سلول‌های سوختی استفاده می‌شود. به‌طور معمول از سلول سوختی متانول اصلاح شده (RMFC) یا سلول سوختی متانول مستقیم (DMFC) استفاده می‌شود. کاربردهای موبایل و ثابت برای پیل‌های سوختی متانول مانند تولید برق پشتیبان، تولید نیروگاه، منبع تغذیه اضطراری، واحد برق کمکی (APU) و افزایش برد باتری (وسایل نقلیه الکتریکی، کشتی‌ها) معمول است.

## سمیت
متانول به‌طور طبیعی در بدن انسان وجود دارد اما در غلظت‌های بالا سمی است. بدن انسان توانایی متابولیسم و مقابله با مقادیر کم متانول را دارد، مانند برخی از شیرین کننده‌های مصنوعی یا میوه‌ها، که به‌طور موقت منجر به تولید محصولات جانبی سمی در جریان خون مانند اسید فرمیک قبل از دفع می‌شود، اما شما هیچ وسیله طبیعی برای مقابله با آن ندارید. با بیش‌تر آن‌چه در یک هیدروکربن مایع پیچیده مانند بنزین است. با این حال، مصرف ۱۰ میلی‌لیتر می‌تواند باعث کوری شود و ۶۰–۱۰۰ میلی‌لیتر در صورت درمان نشدن می‌تواند کشنده باشد. مانند بسیاری از مواد شیمیایی فرار، از جمله اتانول و بنزین، متانول نیز در صورت قرار گرفتن در معرض مقادیر قابل توجهی می‌تواند اثرات پوستی، چشمی و ریوی را ایجاد کند. افرادی که به‌طور مزمن در معرض چنین مقادیر خارجی قرار می‌گیرند در صورت عدم درمان در معرض خطر اثرات سیستمیک طولانی مدت سلامتی مشابه مسمومیت با متانول درجه پایین قرار دارند.
حداکثر قرار گرفتن در معرض مجاز ایالات متحده در هوا (۴۰ ساعت در هفته) ۱۹۰۰ است mg/ m3 برای اتانول، 900 mg/ m3 برای بنزین و 1260 mg/ m3 برای متانول. با این حال، فرار بسیار کم‌تری نسبت به بنزین است و بنابراین انتشار تبخیر کم‌تری دارد، که خطر قرار گرفتن در معرض کمتری را برای نشت معادل ایجاد می‌کند. در حالی که متانول مسیرهای مواجهه با سمیت متفاوتی را ارائه می‌دهد، سمیت مؤثر آن بدتر از مسمومیت‌های بنزن یا بنزین نیست و مسمومیت با متانول درمان موفقیت‌آمیز بسیار آسان‌تر است. یک نگرانی اساسی این است که مسمومیت با متانول به‌طور کلی باید در حالی که هنوز بدون علامت است برای بهبودی کامل درمان شود.
خطر استنشاق با بوی تند مشخص کاهش می‌یابد. در غلظت‌های بیشتر از 2000 ppm (۰٫۲٪) معمولاً کاملاً قابل‌توجه است، با این حال، غلظت‌های پایین‌تر ممکن است شناسایی نشده باقی بمانند در حالی که در مواجهه طولانی‌تر همچنان سمی هستند و همچنان ممکن است خطر آتش‌سوزی/انفجار را به همراه داشته باشند. باز هم، این شبیه به بنزین و اتانول است. پروتکل‌های ایمنی استاندارد برای متانول وجود دارد و بسیار شبیه به پروتکل‌های مربوط به بنزین و اتانول است.
استفاده از سوخت متانول باعث کاهش انتشار گازهای گلخانه‌ای برخی از سموم مرتبط با هیدروکربن مانند بنزن و ۱٬۳ بوتادین می‌شود و آلودگی طولانی مدت آب‌های زیرزمینی ناشی از نشت سوخت را به‌طور چشمگیری کاهش می‌دهد. برخلاف سوخت‌های خانواده بنزن، متانول به سرعت و غیرسمی تجزیه می‌شود و تا زمانی که به اندازه کافی رقیق شده باشد، آسیب طولانی‌مدتی به محیط‌زیست وارد نخواهد کرد.

## ایمنی آتش
احتراق متانول بسیار دشوارتر از بنزین است و حدود ۶۰ درصد کندتر می‌سوزد. آتش متانول حدود ۲۰ درصد از سرعت آتش‌سوزی بنزین انرژی آزاد می‌کند و در نتیجه شعله بسیار خنک‌تری ایجاد می‌کند. این منجر به آتش‌سوزی بسیار کم خطرتر می‌شود که مهار آن با پروتکل‌های مناسب آسان‌تر است. برخلاف آتش‌سوزی بنزین، آب قابل قبول است و حتی به‌عنوان یک مهارکننده آتش برای آتش‌سوزی متانول ترجیح داده می‌شود، زیرا این کار هم آتش را خنک می‌کند و هم سوخت را به سرعت کم‌تر از غلظت رقیق می‌کند، جایی که خود اشتعال پذیری را حفظ می‌کند. این حقایق بدان معناست که متانول به‌عنوان سوخت خودرو، مزایای ایمنی زیادی نسبت به بنزین دارد. اتانول در بسیاری از این مزایا مشترک است.
از آنجایی که بخار متانول از هوا سنگین‌تر است، در نزدیکی زمین یا در یک گودال باقی می‌ماند مگر اینکه تهویه مناسبی وجود داشته باشد و اگر غلظت متانول بالای ۶٫۷ درصد در هوا باشد، می‌تواند با جرقه روشن شود و بالای ۵۴ منفجر شود. F / 12 C. پس از شعله‌ور شدن، یک آتش متانول رقیق‌نشده نور مرئی بسیار کمی از خود ساطع می‌کند و به‌طور بالقوه دیدن آتش یا حتی تخمین اندازه آن در نور روز بسیار دشوار است، اگرچه در اکثر موارد، آلاینده‌های موجود یا مواد قابل اشتعال وجود دارد. در آتش (مانند لاستیک یا آسفالت) باعث رنگ آمیزی و افزایش دید آتش می‌شود. اتانول، گاز طبیعی، هیدروژن و سایر سوخت‌های موجود چالش‌های ایمنی آتش‌سوزی مشابهی را ارائه می‌کنند و پروتکل‌های استاندارد ایمنی و اطفای حریق برای همه این سوخت‌ها وجود دارد.
کاهش آسیب‌های زیست‌محیطی پس از حادثه با این واقعیت تسهیل می‌شود که متانول با غلظت پایین زیست تخریب پذیر است، سمیت پایینی دارد و در محیط زیست پایدار نیست. پاکسازی پس از آتش‌سوزی اغلب صرفاً به مقادیر زیادی آب نیاز دارد تا متانول ریخته شده رقیق شود و به دنبال آن جاروبرقی یا بازیابی جذب مایع انجام شود. هر متانولی که به‌طور اجتناب‌ناپذیر وارد محیط‌زیست می‌شود، تأثیر درازمدت کمی خواهد داشت و با رقیق‌سازی کافی، به‌سرعت تخریب می‌شود و به دلیل سمیت، آسیب‌های زیست‌محیطی کم یا بدون آسیب وارد می‌کند. نشت متانول که با نشت بنزین موجود ترکیب می‌شود می‌تواند باعث شود که نشت مخلوط متانول/بنزین حدود ۳۰ تا ۳۵ درصد بیشتر از بنزین به تنهایی باقی بماند.

## استفاده کنید
1. ↑  "Pump The Movie Methanol Clip". YouTube. Retrieved 7 June 2022.
2. ↑  "Methanol Wins". National Review. December 2011. Retrieved 7 June 2022.
3. ↑  "Technology". Carbon Recycling International. 2011. Archived from the original on 17 June 2013. Retrieved 11 July 2012.
4. ↑  "Renewable Methanol" (PDF). Retrieved 19 May 2021.
5. ↑  "First Commercial Plant". Carbon Recycling International. Archived from the original on 3 July 2013. Retrieved 11 July 2012.
6. ↑  Reed, Tom B.; Lerner, R.M. (December 1973). "Methanol: A Versatile Fuel for Immediate Use" (PDF). Science. 182 (4119): 1299–1304. Bibcode:1973Sci...182.1299R. doi:10.1126/science.182.4119.1299. PMID 17733096. Archived from the original (PDF) on 2005-01-28.
7. ↑  George A. Olah (2005). "Beyond Oil and Gas: The Methanol Economy". Angewandte Chemie International Edition. 44 (18): 2636–2639. doi:10.1002/anie.200462121. PMID 15800867.
8. ↑  Beyond Oil and Gas: The Methanol Economy , George A. Olah, Alain Goeppert, G. K. Surya Prakash, Wiley-VCH, 2006, 2nd edition 2009, 3rd edition 2018.
9. ↑  EU press release IP/11/67 dated 26/11/2011
10. ↑  Burton, George; Holman, John; Lazonby, John (2000). Salters Advanced Chemistry: Chemical Storylines (2nd ed.). Heinemann. شابک ‎۰−۴۳۵−۶۳۱۱۹−۵
11. ↑  Brinkman, N. , Halsall, R. , Jorgensen, S.W. , & Kirwan, J.E. , "The Development Of Improved Fuel Specifications for Methanol (M85) and Ethanol (Ed85), SAE Technical Paper 940764
12. ↑  "Frequently Asked Questions about Methanol". Methanex. 2011-09-13. Archived from the original on 2012-10-20. Retrieved 2013-06-22.
13. ↑  Sileghem, Louis; Van De Ginste, Maarten (2011-10-21). "Methanol as a Fuel for Modern Spark-Ignition Engines: Efficiency Study" (PDF). Ghent University. Ghent, Belgium. Archived from the original (PDF) on 2016-09-10. Retrieved 2017-04-07. The results on the Audi-engine indicate that methanol is more EGR tolerant than gasoline, due to its higher flame speed. An EGR tolerance of 27 % was found when methanol was used. The efficiencies of the methanol-fueled engine obtained with EGR are higher to those obtained with throttled stoichiometric operation.
14. ↑  More About Ethanol بایگانی‌شده  در ژوئن ۱۶, ۲۰۰۶ توسط Wayback Machine
15. 1 2  "Launch of Methanol Cooking Fuel Program of India". Archived from the original on 2019-03-14.
16. ↑  "COT STATEMENT ON THE EFFECTS OF CHRONIC DIETARY EXPOSURE TO METHANOL" (PDF). Retrieved 7 June 2022.
17. ↑  "Methanol Poisoning". Archived from the original on 2008-09-15. Retrieved 2008-08-13.
18. ↑  Moon, C. S. (2017). "Estimations of the lethal and exposure doses for representative methanol symptoms in humans". Annals of Occupational and Environmental Medicine. 29: 44. doi:10.1186/s40557-017-0197-5. PMC 5625597. PMID 29026612.
19. 1 2  "Archived copy". Archived from the original on 2011-07-28. Retrieved 2011-02-28.{{cite web}}:  نگهداری یادکرد:عنوان آرشیو به جای عنوان (link)
20. ↑  "Archived copy" (PDF). Archived from the original (PDF) on 2011-07-26. Retrieved 2011-02-28.{{cite web}}:  نگهداری یادکرد:عنوان آرشیو به جای عنوان (link)
21. ↑  "Archived copy" (PDF). Archived from the original (PDF) on 2010-12-12. Retrieved 2011-02-28.{{cite web}}:  نگهداری یادکرد:عنوان آرشیو به جای عنوان (link)

در سال ۲۰۱۹، نزدیک به ۱۰۰ میلیون تن متانول عمدتاً برای مواد شیمیایی استفاده شد.

### ایالات متحده
ایالت کالیفرنیا از سال ۱۹۸۰ تا ۱۹۹۰ یک برنامه آزمایشی اجرا کرد که به هر کسی اجازه می‌داد یک وسیله نقلیه بنزینی را تبدیل کند. تا ۸۵ درصد متانول با ۱۵ درصد افزودنی‌های انتخابی. بیش از ۵۰۰ خودرو به تراکم بالا و استفاده اختصاصی از متانول و اتانول ۸۵/۱۵ تبدیل شدند.
در سال ۱۹۸۲ به سه نفر بزرگ هر کدام ۵۰۰۰۰۰۰ دلار برای طراحی و قراردادهای ۵۰۰۰ وسیله نقلیه برای خرید توسط دولت داده شد. این اولین استفاده از وسایل نقلیه با سوخت انعطاف‌پذیر کم‌تراکم بود.
در سال ۲۰۰۵، فرماندار کالیفرنیا، آرنولد شوارتزنگر، استفاده از متانول را متوقف کرد تا به گسترش استفاده از اتانول توسط تولیدکنندگان ذرت بپیوندد. در سال ۲۰۰۷ اتانول ۳ تا ۴ دلار در هر گالن (۰٫۸ تا ۱٫۰۵ دلار در هر لیتر) در پمپ قیمت داشت، در حالی که متانول ساخته شده از گاز طبیعی به صورت فله ۴۷ سنت در هر گالن (۱۲٫۵ سنت در لیتر) باقی می‌ماند، نه در پمپ.
در حال حاضر هیچ پمپ بنزینی در کالیفرنیا وجود ندارد که متانول را در پمپ‌های خود تأمین کند. هرزه. الیوت انگل [D-NY17] قانون «استاندارد سوخت باز» را در کنگره معرفی کرده‌است: «از تولیدکنندگان خودرو بخواهد اطمینان حاصل کنند که حداقل ۸۰ درصد از خودروهای تولید شده یا فروخته شده در ایالات متحده توسط هر یک از این تولیدکنندگان با سوخت کار کنند. مخلوط‌های حاوی ۸۵ درصد اتانول، ۸۵ درصد متانول یا بیودیزل."

### اتحادیه اروپا
دستورالعمل اصلاح شده کیفیت سوخت که در سال ۲۰۰۹ تصویب شد، اجازه می‌دهد تا 3% v/v از متانول در بنزین ترکیب شود.

### برزیل
تلاش برای افزودن درصد قابل‌توجهی متانول به بنزین، به دنبال آزمایش آزمایشی که توسط گروهی از دانشمندان برای ترکیب بنزین با متانول بین سال‌های ۱۹۸۹ و ۱۹۹۲ انجام شد، بسیار به اجرا در برزیل نزدیک شد. آزمایش آزمایشی در مقیاس بزرگتر که قرار بود در سائوپائولو انجام شود در آخرین لحظه توسط شهردار شهر به دلیل نگرانی برای سلامت کارکنان پمپ بنزین که انتظار نمی‌رود اقدامات احتیاطی ایمنی را رعایت کنند، وتو شد. تا تاریخ ۲۰۰۶، این ایده دوباره مطرح نشده‌است.

### هند
Niti Aayog، مؤسسه برنامه‌ریزی مرکزی هند در ۳ اوت ۲۰۱۸ اعلام کرد که در صورت امکان، وسایل نقلیه مسافربری با بنزین ترکیبی متانول ۱۵ درصد کار خواهند کرد. در حال حاضر، وسایل نقلیه در هند تا ۱۰ درصد از سوخت مخلوط اتانول استفاده می‌کنند. در صورت تصویب توسط دولت، هزینه سوخت ماهانه ۱۰ درصد کاهش می‌یابد. در سال ۲۰۲۱، اتانول ۶۰ روپیه در لیتر قیمت دارد، در حالی که قیمت متانول کمتر از ۲۵ روپیه در لیتر برآورد شده‌است.